# Fågelmara
Fågelmara – miejscowość (tätort) w Szwecji, w regionie administracyjnym (län) Blekinge, w gminie Karlskrona.
Według danych Szwedzkiego Urzędu Statystycznego liczba ludności wyniosła: 397 (31 grudnia 2015), 386 (31 grudnia 2018) i 376 (31 grudnia 2019).